# Cangando
Cangando é uma vila angolana que se localiza na província de Malanje.